# Cantón de Corredores
Corredores es el cantón número 10 de la provincia de Puntarenas, Costa Rica y el tercero más poblado de dicha región. La cabecera es Ciudad Neily. Corredores es parte de la Región Brunca, ubicada al sur del país.
En Corredores se ubica Paso Canoas, puesto fronterizo entre Costa Rica y Panamá.

## Toponimia
El nombre del cantón tiene su origen en el topónimo del río Corredor, el cual nace en las laderas de la fila Brunqueña, una extensa estribación de la cordillera de Talamanca. Este río también bordea Ciudad Neily, la cabecera cantonal, siendo su curso fluvial más importante.
La denominación de "Corredores" ya existía previamente, una vez que fue creado el distrito cuarto de Golfito, cuando éste se estableció por decreto en 1970. En el proyecto de ley de creación del cantón se hizo mención a que los vecinos del distrito cuarto Corredores solicitaban la fundación de esa nueva unidad administrativa. 
No se sabe con exactitud la razón de la diferencia entre la nomenclatura del río con el cantonal,  y se atribuye a un posible error al registrarlo en ese momento, y luego se mantuvo al promulgarse la ley. De tal forma, el topónimo Corredores se conservó para el cantón y al distrito primero se le asignó correctamente el de Corredor.

## Historia
En la época precolombina el territorio que actualmente corresponde al cantón de Corredores, estuvo habitado por indígenas del llamado grupo de los bruncas, que en los inicios de la Conquista fue dominio del cacique Osa, que según el relato elaborado por Andrés de Cereceda del viaje efectuado por Gil González Dávila en 1522, se hallaba a ocho leguas (unos 45 kilómetros) de punta Burica.
En 1921, en Pueblo Nuevo de Coto, se desarrolló una de las batallas de la Guerra de Coto contra Panamá, que buscaba resolver la disputa fronteriza entre ambos países.
En 1939 y 1940, un inmigrante libanés, Ricardo Neily Jop, adquirió un extenso bien inmueble en la región e instaló allí una especie de comisariato; posteriormente vendió parcelas a comerciantes que establecieron otros negocios y servicios. En un principio el lugar fue un centro de entretenimiento, de los trabajadores de la Compañía Bananera que laboraban en las fincas ubicadas en Golfito, y posteriormente cuando la Compañía inició sus actividades bananeras, en 1945, en el valle de Coto, de las personas que cultivaron esas tierras.
El primer servicio de cañería y de alumbrado eléctrico, lo brindó el poblado de Ricardo Neily a partir de 1953, el primero a través de pequeñas redes y tubos comunales conectados a sus propias fuentes potables y pozos; y el otro por medio de una pequeña planta eléctrica de su propiedad.
Desde 1955 funcionó una escuela, en el teatro propiedad de Ricardo Neily Jop. En 1961 se inauguró la primera escuela del lugar en el terreno donado por Neily durante el gobierno de Mario Echandi Jiménez, la cual en este momento se denomina Alberto Echandi Montero. El Liceo Ciudad Neily, inició sus actividades docentes en 1969, en la administración de José Joaquín Trejos Fernández.
En el decreto ejecutivo No 38 del 16 de junio de 1961 el poblado denominado Villa Neily constituyó un caserío del distrito tercero La Cuesta del cantón de Golfito. En la administración de José Joaquín Trejos, el 27 de abril de 1970, en decreto ejecutivo n.º 24, se le otorgó el título de villa a la población de Neily, cabecera del distrito de Corredor, creado en esa oportunidad como el cuarto del cantón de Golfito. Posteriormente el 19 de octubre de 1973, en el segundo gobierno de José Figueres Ferrer, se promulgó la Ley No.5373, que estableció el cantón de Corredores y le confirió a la villa la categoría de ciudad.
La iglesia actual se construyó en 1966, dedicada a Santa Marta. En el arzobispado de monseñor Román Arrieta Villalobos, quinto arzobispo de Costa Rica, en el año de 1985, se erigió la parroquia; la cual actualmente es sufragánea de la diócesis de San Isidro de El General, de la provincia eclesiástica de Costa Rica.
El 11 de agosto de 1974 se llevó a cabo la primera sesión del Concejo de Corredores; integrado por los regidores propietarios, señores Fidel Ángel Calderón Trejos, presidente; José Angulo Guadamuz, vicepresidente, Faustino Jiménez Rojas, Isaías Marchena Moraga y Rafael Ramírez Molina. El ejecutivo municipal fue el señor Oscar Villegas Arce y la secretaria municipal la señorita Sonia Arroyo Barboza.

### Cantonato
El cantón fue creado el 19 de octubre de 1973, gracias al esfuerzo de José Luis Pérez, Víctor Barrantes Gamboa y Ricardo Neily Job. En ese entonces, pasó a ser el cantón 10 de Puntarenas, y contaba con tres distritos. 
Se designó como villa al pueblo de Neily, nombrada así en honor al empresario costarricense-libanés Ricardo Neily Jop, quien a finales de la década de 1930 se estableció en la zona. Corredores procede del cantón de Golfito.
En Ley n.º 5373 del 19 de octubre de 1973, Corredores se erigió como el cantón número diez de la provincia de Puntarenas, con tres distritos. Se designó como villa y cabecera al pueblo de Neily.
Corredores procede del cantón de Golfito establecido este último en Decreto Ley n.º 552 del 10 de junio de 1949.

## Ubicación
Sus límites son:
- Norte: Coto Brus
- Oeste: Golfito
- Este y Sur: República de Panamá

## Geografía
Cantón de Corredores cuenta con un área de 623,61 km² y una altitud media de 29 m s. n. m.
La anchura máxima es de cuarenta y seis kilómetros, en dirección noreste a suroeste, desde unos 300 metros al este de la naciente de quebrada Salitre, frontera con la República de Panamá, hasta unos 1.100 metros al sureste del origen del río La Vaca, límite con el citado país.

## División administrativa
Corredores se divide en 4 distritos:
1. Corredor
2. La Cuesta
3. Canoas
4. Laurel

### Leyes y decretos de creación y modificaciones
- Decreto Ejecutivo 24 de 27 de abril de 1970 (creación y límites del distrito 4 Corredor de Golfito).
- Decreto Ejecutivo 1150-G de 10 de agosto de 1970 (modifica límites del distrito 4 Corredor).
- Ley 5373 de 19 de octubre de 1973 (creación, límites y división distrital de este cantón, segregado de Golfito).
- Decreto 3579-G de 4 de marzo de 1974 (límites distritales y adscripción de poblados).
- Ley 7539 de 22 de agosto de 1995 (creación por la Asamblea Legislativa del distrito Laurel).
- Decreto Ejecutivo 24768-G de 7 de noviembre de 1995 (creación y límites por el Poder Ejecutivo del distrito Laurel)

## Demografía
Para el año 2022, Cantón de Corredores cuenta con una población estimada de 51 023 habitantes, y para el último censo efectuado, en 2011, Cantón de Corredores contaba con una población de 41 831 habitantes.
De acuerdo al censo nacional del 2011, la población del cantón era de 41 831 habitantes, de los cuales, el 5,9 % nació en el extranjero. El mismo censo destaca que había 11 849 viviendas ocupadas, de las cuales, el 46,0 % se encontraba en buen estado y había problemas de hacinamiento en el 7,2% de las viviendas. El 51,3% de sus habitantes vivían en áreas urbanas.
Entre otros datos, el nivel de alfabetismo del cantón es del 96,0%, con una escolaridad promedio de 7,3 años.
El mismo censo detalla que la población económicamente activa se distribuye de la siguiente manera:
- Sector Primario: 28,1%
- Sector Secundario: 15,1%
- Sector Terciario: 56,8%

## Infraestructura

### Transporte
Corredores se comunica con el resto del país por medio de la Carretera Interamericana Sur. También existe un aeródromo, el aeropuerto de Coto 47.